# Difesa Nimzowitsch
La difesa Nimzowitsch è l'apertura scacchistica caratterizzata dalle mosse:
1. e4 Cc6

## Analisi
Con questa mossa il Nero cerca di creare pressione sul punto d4, anche se solitamente senza particolari problemi per il Bianco. Considerata dubbia dalla teoria, fu di rado usata anche dal suo creatore. Le risposte a disposizione del Bianco sono varie. Con 2.Cf3 si rientrerà in qualche variante  più comune delle aperture. Se invece il Bianco prosegue con 2.d4, al Nero si prospettano due mosse: 2…d5 e 2…e5. La prima porta, a gioco corretto, il Bianco ad un notevole vantaggio di spazio e sviluppo con la sequenza principale dettata da:
1. e4 Cc6
2. d4 d5
3. Cc3   dxe4
4. d5

cui segue lo sviluppo armonioso dei pezzi bianchi ed una molto meno armoniosa difesa nera. Il Nero alla terza mossa potrebbe giocare 3...., e6; anziché 3...., dxe4 rientrando in una varante secondaria  della Difesa francese con gioco ristretto ma solo leggermente inferiore.
A 2…e5 il Bianco può replicare con 3.dxe5 seguita da Cf3 e, dopo la battaglia al centro, il Bianco si ritroverà una volta di più in vantaggio di spazio.